# Золотухинский сельсовет (Астраханская область)
Золотухинский сельсовет — сельское поселение в Ахтубинском районе Астраханской области Российской Федерации.
Административный центр — село Золотуха.

## История
Статус и границы сельского поселения установлены Законом Астраханской области от 6 августа 2004 года № 43/2004-ОЗ «Об установлении границ муниципальных образований и наделении их статусом сельского, городского поселения, городского округа, муниципального района».

## Население
| 2010  | 2012  | 2013  | 2014  | 2015  | 2016  | 2017  |
| ----- | ----- | ----- | ----- | ----- | ----- | ----- |
| 1462  | ↘1439 | ↘1430 | ↘1408 | ↗1411 | ↘1394 | ↘1380 |
| 2018  | 2019  | 2020  | 2021  |       |       |       |
| ↘1378 | ↘1351 | ↗1352 | ↘1089 |       |       |       |

## Состав сельского поселения
| № | Населённый пункт | Тип населённого пункта       | Население |
| - | ---------------- | ---------------------------- | --------- |
| 1 | Золотуха         | село, административный центр | ↘1089     |